# سلیم مرعشی
سلیم مرعشی (زادهٔ ۱۳۳۹ در منجیل) نمایندهٔ حوزهٔ انتخابیهٔ رودبار در دورهٔ ششم مجلس شورای اسلامی بوده‌است.